# Alexander Ball
Alexander John Ball (né le 22 juillet 1757 à Sheepscombe et mort le 20 octobre 1809 à Attard), 1er baronnet, est un amiral britannique de la Royal Navy qui participe notamment à la bataille d'Aboukir.
Il est le premier Commissaire civil de Malte (gouverneur) de 1799 à 1801. Il est de nouveau commissaire civil de 1802 à sa mort en 1809.